# 보령 관아문
보령 관아문(保寧 官衙門)은 조선 시대 보령현과 외곽을 두르고 있던 옛 보령읍성의 정문 문루이다. 대한민국 충남 보령시 주포면 보령리에 있으며, 충청남도의 유형문화재 제40호로 지정되어 있다.
세종 13년(1431년)에 박효성 현감이 부임한 후 건립한 것으로 전해지고 있다. 현존하는 성곽 중 약 640m 구간이 문화재로 지정되어 있고, 아문의 현판 〈해산루〉가 당시(중종 33년 ; 1590년)에 영의정을 지낸 이산해의 친필로 전해오고 있다.

## 개요
조선시대 보령읍성의 남문(南門)임. 장초석(長礎石) 위에 기둥을 한 정면 3칸 측면 2칸의 2층 누각 건물이며, 조선왕조의 중앙집권을 상징하기 위해 당시 전국에 똑같이 만들어진 관아문 양식을 충실히 따르고 있으며, 정면에는 해산루(海山樓)라는 현판이 걸려있는데 조선 선조 때 영의정을 지낸 이산해(李山海)의 친필로 전해온다.
보령현(保寧縣)은 고려초부터 붙여진 이름이며 1413년(태종13)부터 현감이 파견되었고, 1652년(효종3)에는 보령부(保寧府)로 승격되기도 했으나 다시(1655) 보령현으로 강등되었다.
보령읍성은 1430년(세종12)에 현감 박효성 등이 축성을 완성하였고, 1432년(세종14) 현감 정태(鄭帶)는 140칸의 관아건물을 완성했다.

## 현지 안내문
조선시대 보령읍성의 남문으로 장초석 위에 기둥읗 한 정면 3칸, 측면 2칸의 누각 건물이며, 조선왕조의 중앙집권을 상징하기 위해 당시 전국에 똑같이 만들어진 관아문 양식을 충실히 따르고 있다. 정면에는 해산루라는 현판이 걸려 있는데 조성 선조때 영의정을 지낸 이산해의 친필로 전해 온다.
보령현은 고려초부터 붙여진 이름이며 조선 태종 13년(1413년)부터 현감이 파견되었고, 효종 3년(1652년)에는 보령부로 승격되기도 했으나 다시 보령현으로 고쳐졌다. 보령읍성은 세종 12년에 현감 박효성 등이 축성을 완성하였고, 세종 14년(1432년) 현감 정대는 140칸의 관아건물을 완성했다.

## 같이 보기
- 보령읍성

## 참고 문헌
- 보령관아문 - 국가유산청 국가유산포털